# Horsfield-rézkakukk
A Horsfield-rézkakukk (Chrysococcyx basalis) a madarak osztályának kakukkalakúak (Cuculiformes) rendjébe, ezen belül a kakukkfélék (Cuculidae) családjába tartozó faj.

## Rendszerezése
A fajt Thomas Horsfield amerikai ornitológus írta le 1821-ben, a Cuculus nembe Cuculus basalis néven. Besorolása vitatott, egyes szervezetek a Chalcites nembe sorolják Chalcites basalis néven.

## Előfordulása
Ausztráliában és Tasmania szigetén fészkel, vonuló faj, eljut Brunei, a Karácsony-sziget, Indonézia, Malajzia, Pápua Új-Guinea és Szingapúr területére is. A természetes élőhelye szubtrópusi száraz cserjések, szavannák, sós mocsarak és forró sivatagok.

## Megjelenése
Testhossza 17 centiméter, testsúlya 22 gramm.

## Életmódja
Leginkább rovarokkal és azok lárváival táplálkozik. Néha növényeket is eszik.

## Szaporodása
Fészekparazita, mint sok más kakukkfaj.

## Természetvédelmi helyzete
Az elterjedési területe rendkívül nagy, egyedszáma pedig stabil. A Természetvédelmi Világszövetség Vörös listáján nem fenyegetett fajként szerepel.

## Külső hivatkozás
- Képek az interneten a fajról
- Videó a fajról
- Xeno-canto.org - a faj hangja